# Kupimierz
Kupimierz – wieś sołecka w Polsce – w województwie świętokrzyskim, w powiecie koneckim, w gminie Gowarczów.
| SIMC    | Nazwa       | Rodzaj    |
| ------- | ----------- | --------- |
| 0620808 | Koło Pałacu | część wsi |

W latach 1975–1998 miejscowość administracyjnie należała do województwa radomskiego, a wcześniej do 1975 r. do województwa kieleckiego.
Wierni kościoła rzymskokatolickiego należą do parafii Świętych Apostołów Piotra i Pawła w Gowarczowie.

## Położenie
Kupimierz położony jest 2 km od Gowarczowa – w kierunku na Warszawę (120 km) i Radom (70 km), 40 km od Kielc. W odległości 1 km od miejscowości przebiega droga wojewódzka nr 728. Dojazd drogą asfaltową. Wieś posiada sieć wodociągową i kablową sieć telefoniczną. W pobliżu znajduje się przeciwpożarowa wieża obserwacyjna.

## Nazwa
Według Nazw miejscowych Polski pod red. prof. K. Rymuta pochodzenie nazwy tłumaczy się od nazwy osobowej Kupimir utworzonej od czasownika kupić i mir.

## Historia
W wieku XIX wieś w dobrach Korytkowo posiadała wówczas osad 15 z gruntem mórg 416 Kupimierz, [w:] Słownik geograficzny Królestwa Polskiego, t. IV: Kęs – Kutno, Warszawa 1883, s. 427.. W 1827 było tu 19 domów drewnianych i 149 mieszkańców. We wsi był młyn wodny.
Wieś występuje w dokumentach z roku 1416, co wskazuje na osadzenie w wieku XIV.

W XV w. Kupimierz był dziedzictwem Jana Jaworskiogo herbu Janina (Długosz L.B.t. I, s.370).
W czasie II wojny światowej działały na tym terenie oddziały partyzanckie, w tym m.in. mjr Henryka Dobrzańskiego „Hubala” i por. Jana Piwnika „Ponurego”.